# کامن رایدر ساخت: یکی باش (فیلم)
ساختن فیلم کامن ریدر: یکی باش (انگلیسی: Kamen Rider Build the Movie: Be the One) یک فیلم ابرقهرمانی ژاپنی محصول ۲۰۱۸ است که به عنوان اقتباس سینمایی از مجموعه تلویزیونی ساخت کامن ریدر ۲۰۱۷–۲۰۱۸ عمل می‌کند که بین قسمت‌های ۴۵ و ۴۶ این مجموعه تلویزیونی اتفاق می‌افتد و اولین بازی کامن ریدر زی-او را به نمایش می‌گذارد.